# Emiri
えみり（1981年8月3日 - ）は、日本のプロレスのレフェリー。

## 略歴
2012年5月6日、プロレスリング紫焔・大阪・スパワールド前特設リング大会でのタイガーハート対馬骨戦で初レフェリング。人前でのレフェリングは千日前プロレスが初である。紫焔をスタートに、関西地区の団体を中心にレフェリング。師匠はおらず独学で審判を学んだ。
2014年9月、VKFの東京進出をきっかけに、以降VKFでのみ「特別レフェリーコス」（ホットパンツと開襟ノースリーブシャツ）を着用するようになる。
2015年1月にはタカタイチ興行にて鈴木みのる対邪道戦をさばくなど権威し、知名度も上昇した。
長らくフリーランスで活動したが、5月25日付けでVKF所属となることが発表された。伴い、レフェリーネームがえみりからEmiriに変更となる。VKFを拠点に他団体にも変わらず上がるが、今後は徐々に専念したいとのこと。
2016年2月、11月でのレフェリー業引退を発表。
3月27日にはプロレスリングFREEDOMS・大阪大会において「やり残したこと」のひとつである蛍光灯デスマッチをレフェリングした。
6月18日に行われる鈴木軍・後楽園ホール大会にて、鈴木みのるから指名され、出場が決定。
11月23日、VKF・大阪港区民センター大会「 GRAP the Next STAGE」でレフェリー生活を引退。
2017年からはVKFエグゼクティブマネージャーとして活動していた。
一方で2014年から「京橋プロレス」（第1回のみ「京橋商店街プロレス」）に運営スタッフ兼レフェリーとして参加しており、2025年からはマリーゴールドにも登場している。

## 人物
- セクシーかつ厳格なレフェリングを志す[5]。
- 熊本出身のため、当初は関西独特のツッコミ役も兼ねるレフェリングを苦手にしてきたという[12]。
- 趣味は阪神タイガースの応援。試合結果の確認。およびアルコールの摂取[13]。
- 2014年5月4日、大阪・天王寺公園内美術館横特設リングにて行われた、道頓堀プロレスプレゼンツ戦国プロレスにて「淀えみり」として選手としてもデビュー。対戦相手は政宗&MIYAWAKI秀忠&大権現御堂組（パートナーはHAYATA幸村、長宗我部YO-HEY）[14]
- 2016年4月14日以降頻発した熊本地震では、震源地である益城町にいたため被災した[15]。

## メディア出演

### ラジオ
- Saturday Magnificent Camp（2016年2月26日）（FMCOCOLO765）[16]
- すいッチ!791（2016年7月20日）（熊本シティエフエム）
- バンゲア（2016年7月20日）（エフエム熊本）[17]

### テレビ
- ウェルカム!（2016年7月20日）（RKK熊本放送）

### イベント
- すぴん☆おふ～RefえみりとBugって花井（2013年10月11日）（東心斎橋・ゴールデン☆クレープス）
- 金本浩二 ファンミーティングin大阪（2016年4月23日）（大阪・バールイルソーレ）− MC